# Prinzesschen (Lied)
Prinzesschen ist ein Lied der deutschen Sängerin LaFee aus dem Jahre 2006. Die zweite Singleauskopplung aus ihrem Debütalbum LaFee wurde von Bob Arnz und Gerd Zimmermann geschrieben, sowie von ersterem produziert.

## Musik und Text
Prinzesschen ist ein Pop-Rock-Lied mit deutlichen Einschlägen in das Gothic-Rock-Genre. Dominiert wird das Lied von harten, verzerrten E-Gitarren, die eine düstere, tiefe Melodie spielen, und schweren Schlagzeugrhythmen. Ein in den Hintergrund gemischter Chor und Streicher untermauern als Klanglandschaft die dunkle Atmosphäre. Während der im Vergleich zum Rest des Liedes relativ ruhig gehaltenen ersten Strophe kommen außerdem Harpsichords und weiche, elektronische Drumcomputer zum Einsatz. Das Lied folgt einer aus der Popmusik bekannten Struktur mit zwei Strophen, auf die jeweils einmal der Refrain folgt, und einer Bridge, auf welche eineinhalb mal der Refrain ertönt. Am Anfang und am Ende des Liedes gibt es jeweils einen instrumentalen Part, in dem das Hauptriff ertönt. Während der Bridge ist LaFees Stimme mit einem Flanger-Effekt versehen.
Der Text handelt von einer oberflächlichen Frau, welche durch ihr attraktives Aussehen und den Reichtum ihrer Eltern jeden bezaubert, allerdings keine emotionalen Bindungen aufbauen kann. Weder Freundschaften noch Affären beruhen auf ehrlichen Gefühlen und sind entweder gekauft oder rein körperlich. LaFee gesteht ihr dabei zwar zu, die Schönste zu sein, betont aber, keinen Wert auf ihre Weltvorstellungen zu legen. Es werden auch Referenzen an den Schneewittchen-Stoff und Wolfgang Amadeus Mozarts Zauberflöte in den Text eingebaut.

## Musikvideo
Im Musikvideo, bei dem Bastien Francois Regie führte, sind LaFee und ihre Begleitband teilweise mehrfach auf den schwarzen Feldern eines großen Schachbretts zu sehen, welches mitten in einem finsteren Wald steht, und tragen das Lied vor, wobei sie sich rhythmisch bewegen. Sie sind auffällig düster gekleidet bzw. geschminkt; die gesamte Szenerie ist vorwiegend in Schwarz- oder Grautönen gehalten. Im Kontrast dazu stehen immer wiederkehrende Szenen, die sich an einem extrem hell ausgeleuchteten Zimmer abspielen und Frauen, die dem gesellschaftlichen Schönheitsideal entsprechen, sowie Fotografen zeigen. Sie hantieren mit mehreren Geldscheinen, mit denen sie sich Luft zufächeln oder die sie im Raum verteilen. Diese Charaktere stehen außerdem starr auf den weißen Feldern des Schachbrettes. Sowohl sie als auch die Musiker gleiten dabei über das Brett. In manchen Szenen sitzt eine der „perfekten“ Frauen vor einem Spiegel, neigt den Blick allerdings melancholisch gen Boden. Durch eine Kamerafahrt sieht man, dass der Wald und das Zimmer Parallelwelten darstellen, bei welchen der Spiegel als Portal fungiert – auf der anderen Seite sitzt LaFee. Es erscheint der Gitarrist der Band hinter der traurig dreinblickenden Frau und zerschmettert mit seinem Instrument den Spiegel. Gegen Mitte des Videos ist LaFee im Wald zu sehen, wie sie in einem leuchtend weißen Kleid, welches an Märchenprinzessinnen erinnert, in einem offenen Sarg liegt, der zunächst von mehreren Männern getragen wird. Später erhebt sie sich ruckartig aus diesem und singt das Lied direkt in die Kamera. Zwischen den einzelnen Szenen gibt es immer wieder Einblendungen, die LaFee mit schwarzen Flügeln auf einem schwarzen Einhorn sitzend zeigen.
Das Musikvideo soll dem Zuhörer vermitteln, dass Geld und Schönheit nicht alles im Leben ist, und man deshalb nicht immer Glücklich ist [siehe z.b. Frau vor dem Spiegel traurig auf boden schauen] (Interpretation!)
Das Musikvideo hat auf YouTube mehr als 7,5 Millionen Aufrufe. (Stand: Mai 2023)

## Erfolg
Prinzesschen war im deutschsprachigen Raum ein kommerzieller Erfolg und konnte in Österreich die Top Ten erreichen. In Deutschland und der Schweiz reichten die Verkaufszahlen für die Plätze 11 bzw. 25.

## Little Princess
Auf dem 2008 erschienenen Album Shut Up befindet sich eine englischsprachige Version des Liedes namens Little Princess, die musikalisch mit der deutschen Fassung identisch ist. Obwohl das Grundthema wie bei der Originalversion darin liegt, dass die besungene Frau durch oberflächliche Reize wie Geld und körperliche Schönheit Männer anzieht, gibt es einen Unterschied: in dieser Version versucht das „Prinzesschen“ selbst, Liebe aufzubauen, wird von den Männern allerdings nur sexuell begehrt. Trotzdem geht LaFee mit ihr noch härter ins Gericht und bezeichnet sie beispielsweise als „shallow bimbo bitch“ (etwa „oberflächliche Schlampe“).